# Kevin Ortega
Kevin Ortega Pimentel (* 26. března 1992, Callao, Peru) je peruánský fotbalový rozhodčí, který je od roku 2019 na seznamu mezinárodních rozhodčích FIFA.
Od roku 2015 také řídí zápasy v peruánské fotbalové lize.

## Kariéra
Kevin Ortega se narodil 26. března 1992 ve městě Callao.
V letech 2014-2015 působil v SUNATu, což je peruánská vládní agentura. Dne 12. května 2015 Ortega debutoval ve 23 letech v Primera División, nejvyšší peruánské lize; během zápasu mezi Unión Comercio a Alianza Atlético (5:2) udělil dvakrát žlutou kartu.
Ortega se v roce 2019 stal mezinárodním rozhodčím zapsaným na listině FIFA.
Svůj mezinárodní debut si odbyl v březnu 2019 v utkání na Mistrovství Jižní Ameriky ve fotbale do 17 let 2019 mezi Argentinou a Kolumbií. V listopadu téhož roku byl povolán k odpískání přátelského utkání mezi Ekvádorem a Trinidadem a Tobagem.
Ortega také pravidelně soudcoval v jihoamerických klubových soutěžích Copa Sudamericana a Pohár osvoboditelů. Právě v této soutěži byl v květnu 2022 v centru dění skandálu, kdy při zápase mezi bolivijským klubem Always Ready a argentinskou Boca Juniors zvítězil na základě kontroverzní penalty tým Bocy 1:0. Po zápase bolivijská policie prohledala kabinu rozhodčích a našla několik dresů Bocy Juniors, které byly před zápasem předány týmu sudích. Zástupci Always Ready obvinili Ortegu z podvodu, zatímco Boca Juniors se vyjádřila, že dárky byly jen přátelským gestem. Ortega nakonec vyvázl bez trestu.
V roce 2021 FIFA Ortegu nominovala na Letní olympijské hry v Tokiu 2020, kde se představil ve třech zápasech včetně semifinále. Pár dní po jeho zmiňovaném kontroverzním výkonu byl Ortega jmenován i do 36členného týmu rozhodčích pro Mistrovství světa 2022 v Kataru. Doprovázet ho budou asistenti Michael Orué a Jesús Sánchez.